# Equal Vision Records
Equal Vision Records — незалежний звукозаписний лейбл, що базується в Олбані, Нью-Йорк. Він був заснований на початку 1990-х років Реєм Каппо, співаком панк-гуртів Youth of Today, Shelter і Better Than a Thousand.
Лейбл спочатку існував виключно для розповсюдження Shelter та інших релізів Krishna. У 1992 році менеджер лейблу Стів Редді викупив Equal Vision у Каппо. Лейбл розширив фокус і почав залучати більше різноманітних гуртів. Згідно з Punk News, середина та кінець 90-х років ознаменувалися подвоєнням зусиль Equal Vision щодо нардкору з такими підписаннями, як One King Down і Ten Yard Fight. На кінець 90-х Equal Vision Records (EVR) мав цілу низку нардкор- і панк-гуртів, додавши Bane, Trial, Converge і Saves the Day до свого складу в другій половині десятиліття.

## Підлейбли та дистрибуція
У липні 2009 року EVR створили підлейбл під назвою Mantralogy. На цьому підлейблі будуть представлені гурти, які «грають зухвалу, натхненну Крішною музику».
У 2012 році виконавець EVR Макс Беміс (з гурту Say Anything) створив імпринт-лейбл під назвою Rory Records, що розповсюджується EVR. 19 червня було оголошено, що Equal Vision Records і Кейсі Крещенцо з The Dear Hunter утворять партнерство. Кейсі отримав власний імпринт-лейбл: Cave & Canary Goods.
23 січня 2012 року EVR повернув дистрибуцію фізичних та цифрових релізів у США компанії RED Distribution, після багатьох років співпраці з Alternative Distribution Alliance. У травні 2013 року EVR уклав партнерство з UNFD для виробництва, просування та розповсюдження релізів EVR в Австралії та Новій Зеландії. До партнерства EVR ділився кількома виконавцями з UNFD для дистрибуції, такими як Say Anything, We Came as Romans і House vs. Hurricane.
Лейбл Velocity Records спочатку був заснований в 2009 році як дочірня компанія Rise Records. Він був перезапущений у 2016 році як партнер Equal Vision Records.

## Відомі виконавці

### Поточні
- Anberlin
- And So I Watch You from Afar
- Armor for Sleep
- As Cities Burn
- Concrete Castles
- Dead American[6]
- The Dear Hunter (Cave & Canary Goods)
- Донован Мелеро
- Destroy Rebuild Until God Shows
- Fairweather
- Gideon
- Hail the Sun
- Hopesfall
- Hot Water Music
- The Juliana Theory[7]
- Mae
- Museum Mouth (EVR/Rory Records)
- Night Verses (Graphic Nature)
- No Devotion
- Shallow Pools[8]
- Silent Drive
- Texas in July
- The Vaughns
- Вільям Раян Кі[9]
- Yellowcard

### Velocity Records
- All Hours
- Eve 6
- If I Die First
- Nemophila
- Крейг Оуенс
- Scary Kids Scaring Kids
- Secrets
- Terror
- Thursday

### Колишні
- 108 (зараз на Deathwish, Inc.)
- Alexisonfire
- Alive in Wild Paint (розпались у 2009)
- Antoine and Dead Kelly (розпались у 2014)
- A Lot Like Birds (розпались у 2018)
- As Friends Rust
- Bane (розпались у 2016)
- Be Well
- Bear vs. Shark (розпались у 2005)
- Being As An Ocean (зараз на SharpTone Records)
- Better Off
- BoySetsFire
- Breaking Pangaea
- Браян Маркіз
- Burn
- Chiodos (розпались у 2016)
- Cinematic Sunrise (розпались у 2009)
- Circa Survive (перерва)
- Closure in Moscow[10]
- Coheed and Cambria (зараз на Roadrunner Records)
- The Color Fred (зараз на Heading East Records)
- Converge (зараз на Epitaph Records)
- Copper
- Codeseven
- Come and Rest
- Crown of Thornz
- Damiera
- Davenport Cabinet (розпались у 2016)
- The Dear & Departed
- Dear and the Headlights (розпались у 2011)
- Drowningman
- Дастін Кінсру
- Earth Crisis (зараз на Candlelight)
- Eisley
- The Fall of Troy (active, unsigned)
- Fear Before (перерва)
- Fivespeed (зараз на Sunset Alliance)
- For All I Am (active, unsigned)
- Gatherers (зараз на No Sleep Records)
- Gatsby's American Dream
- Give Up the Ghost
- Glass Cloud (неактивні)
- Good Clean Fun (зараз на Reflections Records)
- Goodbye Tomorrow
- H2O (зараз на Bridge 9 Records)
- Hands Tied
- The Hope Conspiracy (зараз на Deathwish Records)
- Hot Cross
- House vs. Hurricane
- Household
- I the Mighty (перерва)
- Isles & Glaciers (розпались у 2010)
- Джона Матранга
- Курт Тревіс (зараз на Esque Records)
- Liars Academy (зараз на Goodwill Records)
- Matt Pryor
- Modern Life is War (зараз на Deathwish Records)
- New End Original
- One King Down
- Orbs
- OWEL
- Patton Thomas (соло і як учасник Antoine and Dead Kelly)
- Pierce the Veil (зараз на Fearless Records)
- Polyphia (зараз на Rise Records)
- Portugal. The Man (зараз на Atlantic Records)
- The Prize Fighter Inferno
- Refused
- The Rocking Horse Winner
- Say Anything (зараз на Dine Alone Records)
- Saves the Day
- Seemless
- Serpico
- Shelter (зараз на Good Life Recordings)
- Sick of It All (зараз на Century Media)
- Set It Off (активні, непідписані)
- Sky Eats Airplane (неактивні)
- Sleep On It (розпались у 2020)
- The Snake the Cross the Crown
- Snapcase
- The Sound of Animals Fighting[11] (неактивні)
- Stolas (розпались)
- Ten Yard Fight
- This Day Forward
- This Time Next Year (розпались у 2012)
- Time in Malta
- Trial (зараз на Panic Records)
- Two Tongues
- Until the End
- Vaux
- Вінні Каруана
- Waterparks (зараз на Fueled By Ramen)
- We Came as Romans (зараз на SharpTone Records)
- Вільям Беккет
- Weerd Science (зараз на Super Rap Records)
- Wild Orchid Children
- YouInSeries

## Виконавці Mantralogy
- Gaura Vani & As Kindred Spirits
- Джанаві Гаррісон